# 오토촌 (와카야마현)
오토촌(大塔村)은 와카야마현 니시무로군에 설치되었던 촌이다. 도마다강 유역의 아유카와에서 히오키 강 상류역의 산간부를 포함하는 지역으로 나카헤치정, 고자가와정과 접하고 있었다. 오토산지의 약 절반이 이 지역에 포함되나 과소화 등으로 인구가 감소하고 있었다.

## 지리
와카야마 현의 남쪽에 위치하고 기이 산지 안에 있다.그래서 높고 험준한 지형으로 평지가 적다.

## 역사
- 1956년 9월 30일 - 미카와촌 및 도미사토촌의 일부 （히라세,,와다, 시모카와카미 ,시모카와시모）,  아유카와촌의 일부를 합병해 성립하였다.
- 2005년 5월 1일 - 다나베시, 나카헤치정, 히다카군 류진촌, 혼구정과 합병해 새로운 다나베시가 성립하였다. 동일 오토촌은 폐지되었다.

## 교통

### 도로
- 국도 제311호선 (일본)(일본어판)
- 국도 제371호선 (일본)(일본어판)